# Selecció (algorisme genètic)
La selecció és l'etapa d'un algorisme genètic en la que els genomes individuals es trien d'una població per a la cria de la següent (recombinació o creuament). Hi ha uns quants algoritmes de selecció genèrics. Una de les més comunes és l'anomenada selecció de ruleta que s'inclou dins dels mètodes de selecció proporcionals a l'aptitud.
Hi ha uns altres algoritmes de selecció que no consideren tots els individus per a la selecció, sinó només aquells amb un valor d'adaptació que és més alt que un valor donat (arbitrari) constant. Uns altres algoritmes seleccionen d'una preselecció restringida on només un cert percentatge dels individus són permesos, basat en valor d'aptitud.

## Algorismes de selecció
- Proporcionals a l'aptitud: Els individus són triats en funció de la seva contribució d'aptitud respecte al total de la població.

1. Selecció de la ruleta.
2. Selecció sobrant estocàstic.
3. Selecció universal estocàstic.
4. Selecció per mostreig determinístic.

- Selecció per truncament
- Selecció per torneig
- Selecció elitista
- Selecció per rang
- Selecció per escalada
- Selecció jeràrquica